# Иоанникий (архиепископ Кипрский)
Архиепи́скоп Иоанни́кий (греч. Αρχιεπίσκοπος Ἰωαννίκιος; ум. 3 апреля 1849) — епископ Кипрской Православной Церкви, Архиепископ Новой Юстинианы и всего Кипра (1841—1849).

## Биография
В годы управления Кипрской церковью архиепископом Киприаном (1810—1821) занимал должность экзарха Кипрской архиепископии.
В 1821 году в греции вспыхнуло национально-освободительное восстание. 9 июля 1821 года наместник острова Кипр, входившего в состав Османской империи, Кючюк Мехмет казнил 486 греков-киприотов, а том числе предстоятеля Кипрской церкви архиепископа Киприана, митрополитов, игуменом монастырей и других представители высшего духовенства, знатных и влиятельных греков-киприотов, старост сельских общин, имущество которых должно было экспроприировано. Иоанникию и некоторым другим представителями кипрского духовенства удалось укрыться в консульствах европейских государств в Ларнаке, а затем бежать с Кипра.
В декабре 1821 года в Риме участвовал в собрании греческих эмигрантов с кипра, совместно с которыми подписал обращение в котором призывали греков-киприотов к восстанию против турок и присоединению острова к освобождённым греческим территориям. Не имею возможности вернуться на Кипр, вместе с другими кипрскими клириками поселился в Марселе. Архимандрит Феофил (Фисевс), один из клириков, который бежал с Кипра вместе с Иоанникием, отправился в Россию за сбором материальной помощи, однако по возвращении вступил в конфликт с Иоанникием и другими представителями кипрского духовенства и присвоил большую часть собранных средств. В 1824 году Иоанникий переехал в Лондон, где получил материальную помощь от архиепископа Кентерберийского. В 1826 году уехал во Францию и поселился в Париже, где французской правительство назначило ему пенсию в размере 250 франков в месяц.
В Париже он познакомился с турецкими дипломатами Фетихом Ахмет-пашой и Мустафой Решит-пашой. Благодаря их покровительству Иоанникий получил разрешение вернуться на Кипр, что и произошло в ноябре 1839 года.
В мае 1840 года Фетих Ахмет-паша занял пост министра торговли в турецком правительстве и был помолвлен с сестрой султана Абдул-Меджида I. Паша пригласил на свадьбу Иоанникия. Когда Иоанникий находился в Константинополе, туда прибыли кипрские прокриты (представители кипрской знати) Хадзи Киргенис Апегитос и А. Триандафиллидис с жалобой на архиепископа Кипрского Панарета. Они начали переговоры с Иоанникием и стали просить у турецких властей смещения Панарета и назначения Иоанникия на его место. Переговоры окончились удачно: Высокой Портой были изданы указ об отставке архиепископа Панарета и берат, утверждающий в этой должности Иоанникия. В октябре 1841 года Иоанникий прибыл на Кипр вместе с только что назначенным правителем острова. Архиепископ Панарет 10 октября был заключён в тюрьму, где спустя 3 дня подписал отречение и был освобождён.
В должности предстоятеля Кипрской православной церкви занялся строительством православных храмов по всему острову. Предоставил Константинопольскому патриарху материальную помощь для содержания Богословской школы на острове Халки. По его инициативе был проведён сбор средств в России, а также в 1848 году на Кипре в пользу афонского монастыря Великая Лавра.
Тем не менее, сторонники смещённого архиепископа Панарета четырежды пытались сместить Иоанникия (1842, 1845, 1846, 1847), но всякий раз эти попытки оканчивались неудачей, не в последнюю благодаря связям, которые архиепископ Иоанникий имел в Константинополе. В 1846 году он стал первым предстоятелем Кипрской церкви, награждённым османским орденом.
В 1842, 1845 и 1848 годы Иоанникий безуспешно просил Высокую Порту об уменьшении налогов в связи с засухой и нашествием саранчи, причём в 1848 году он езди туда лично.
Архиепископ Иоанникий содействовал строительству церквей по всему острову. По его инициативе были проведены сборы средств в России для нужд Кипрской церкви.
3 апреля 1849 года скончался от инсульта.